# Nashville Predators
Nashville Predators – amerykański klub hokejowy z siedzibą w Nashville w stanie Tennessee, występujący w lidze NHL.

## Historia
Klub założony został 25 czerwca 1997 roku, jednak zespół przyjęto do ligi od sezonu 1998/99. W sezonie 2016/17 po raz pierwszy zdobył Clarence S. Campbell Bowl – trofeum przyznawane dla najlepszej drużyny konferencji zachodniej - i awansował do finału rozgrywek o Puchar Stanleya, gdzie musiał uznać wyższość Pittsburgh Penguins (2:4).
Wieloletnim trenerem klubu był od sierpnia 1997 do kwietnia 2014 Barry Trotz. W maju 2014 trenerem został Peter Laviolette.
Zespół posiada afiliacje w postaci klubów farmerskich w niższych ligach. Tę funkcję pełnią Milwaukee Admirals w lidze AHL i Cincinnati Cyclones w rozgrywkach ECHL.

## Przebieg sezonów
| Sezon    | M    | Z   | P   | R  | D   | Pkt  | Bz   | Bs   | Kary  | Miejsce               | Faza playoff                       |
| 1998/99  | 82   | 28  | 47  | 7  | –   | 63   | 190  | 261  | 1420  | 4 miejsce w Central   | Nie zakwalifikowali się            |
| 1999/00  | 82   | 28  | 40  | 7  | 7   | 70   | 199  | 240  | 946   | 4 miejsce w Central   | Nie zakwalifikowali się            |
| 2000/01  | 82   | 34  | 36  | 9  | 3   | 80   | 186  | 200  | 944   | 3 miejsce w Central   | Nie zakwalifikowali się            |
| 2001/02  | 82   | 28  | 41  | 13 | 0   | 69   | 196  | 230  | 1071  | 4 miejsce w Central   | Nie zakwalifikowali się            |
| 2002/03  | 82   | 27  | 35  | 13 | 7   | 74   | 183  | 206  | 969   | 4 miejsce w Central   | Nie zakwalifikowali się            |
| 2003/04  | 82   | 38  | 29  | 11 | 4   | 91   | 216  | 217  | 1360  | 3 miejsce w Central   | 2:4 w CQF z Detroit Red Wings      |
| 2004/051 | –    | –   | –   | –  | –   | –    | –    | –    | –     | –                     | –                                  |
| 2005/062 | 82   | 49  | 25  | –  | 8   | 106  | 259  | 227  | 1489  | 2 miejsce w Central   | 1:4 w CQF z San Jose Sharks        |
| 2006/07  | 82   | 51  | 23  | –  | 8   | 110  | 272  | 212  | 1155  | 2 miejsce w Central   | 1:4 w CQF z San Jose Sharks        |
| 2007/08  | 82   | 41  | 32  | –  | 9   | 91   | 227  | 224  | 1015  | 2 miejsce w Central   | 2:4 w CQF z Detroit Red Wings      |
| 2008/09  | 82   | 40  | 34  | –  | 8   | 88   | 207  | 228  | 982   | 5 miejsce w Central   | Nie zakwalifikowali się            |
| 2009/10  | 82   | 47  | 29  | –  | 6   | 100  | 225  | 225  | 710   | 3 miejsce w Central   | 2:4 w CQF z Chicago Blackhawks     |
| 2010/11  | 82   | 44  | 27  | –  | 11  | 99   | 219  | 194  | 720   | 2 miejsce w Central   | 2:4 w SF z Vancouver Canucks       |
| 2011/12  | 82   | 48  | 26  | –  | 8   | 102  | 237  | 210  | 689   | 2 miejsce w Central   | 1:4 w SF z Phoenix Coyotes         |
| 2012/133 | 48   | 16  | 23  | –  | 9   | 41   | 111  | 139  | 471   | 5 miejsce w Central   | Nie zakwalifikowali się            |
| 2013/14  | 82   | 38  | 32  | –  | 12  | 88   | 216  | 242  | 808   | 6 miejsce w Central 4 | Nie zakwalifikowali się            |
| 2014/15  | 82   | 47  | 25  | –  | 10  | 104  | 232  | 208  | 693   | 2 miejsce w Central   | 2:4 w CQF z Chicago Blackhawks     |
| 2015/16  | 82   | 41  | 27  | –  | 14  | 96   | 228  | 215  | 810   | 4 miejsce w Central   | 3:4 w SF z San Jose Sharks         |
| 2016/17  | 82   | 41  | 19  | –  | 12  | 94   | 240  | 224  | 833   | 4 miejsce w Central   | 2:4 w finale z Pittsburgh Penguins |
| Razem    | 1442 | 686 | 560 | 60 | 136 | 1568 | 3796 | 3854 | 16997 | –                     | –                                  |

1 Sezon został odwołany z powodu lokautu
2 Od sezonu 2005-06 wprowadzono rzuty karne; które są uwzględnione w kolumnie porażek po dogrywce (D)
3 Sezon skrócony z powodu lokautu
4 Od sezonu 2013-14 Dywizja Centralna liczy 7 zespołów

## Hala

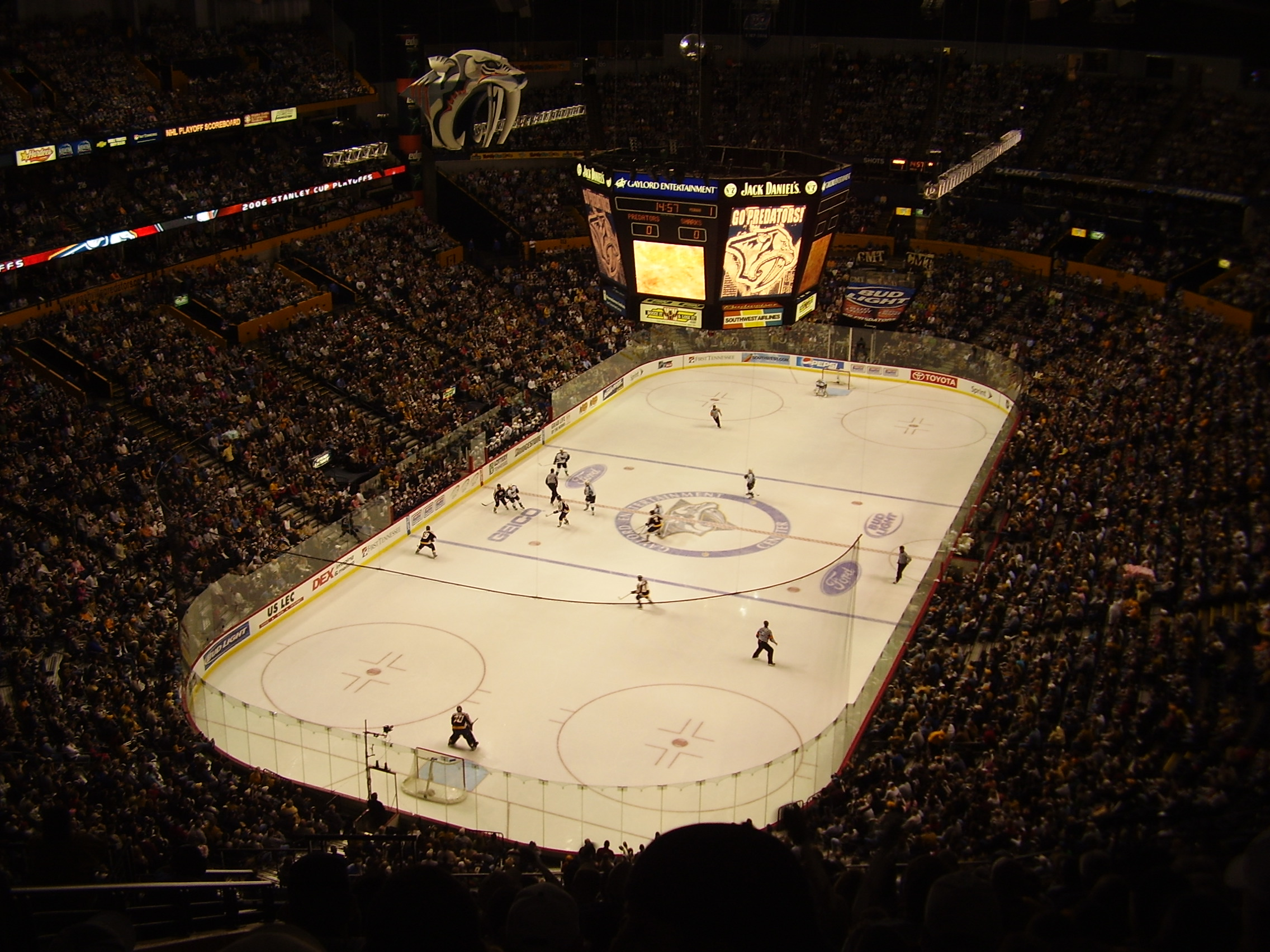
Hala Nashville Predators - Sommet Center

Swoje mecze ekipa z Nashville rozgrywa w hali Sommet Center (zwanej też Nashville Arena, Gaylord Entertainment Center oraz Bridgestone Arena). Na meczach hokeja pomieścić może 17113 widzów.

## Maskotka zespołu
Gnash to zantropomorfizowany tygrys szablozębny; od 1998 roku jest oficjalną maskotką zespołu. Na meczach wykonuje różne akrobacje, które uatrakcyjniają kibicom oglądanie meczu.

## Zawodnicy

### Zdobywcy nagród NHL
Lester Patrick Trophy
- David Poile: 2000/01

Roger Crozier Saving Grace Award
- Dan Ellis: 2007/08

Bill Masterton Memorial Trophy
- Steve Sullivan: 2008/09

NHL Foundation Player Award
- Mike Fisher: 2011/12

Mark Messier Leadership Award
- Shea Weber: 2015/16

### Kapitanowie zespołu

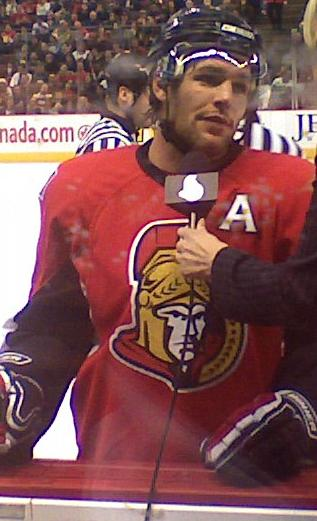
Kapitan Mike Fisher w barwach Ottawa Senators

Od początku istnienia klubu Predators miał 6 kapitanów.
- Tom Fitzgerald: 1998–2002
- Greg Johnson: 2002−2006
- Kimmo Timonen: 2006–2007
- Jason Arnott: 2007−2010
- Shea Weber: 2010−2016
- Mike Fisher: 2016-

### Najlepsi zawodnicy sezonu zasadniczego

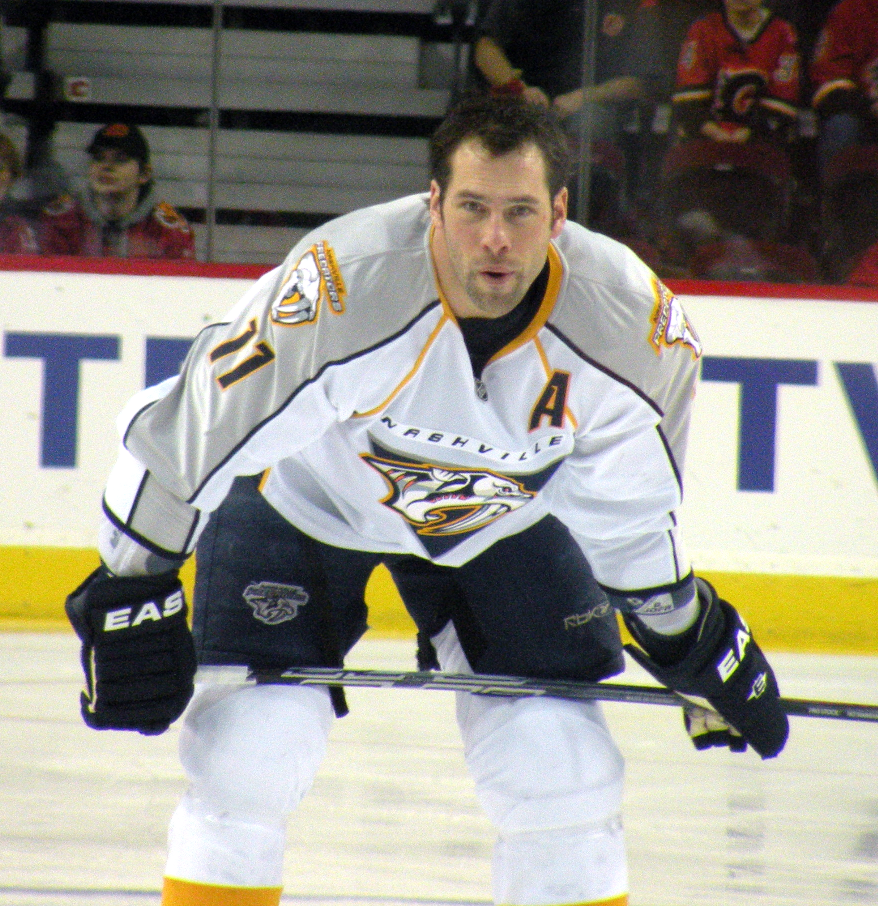
David Legwand – najskuteczniejszy zawodnik Predators

Najbardziej utytułowanym graczem Drapieżników jest David Legwand, który rozegrał 956 meczów w ciągu 15 sezonów i zdobył 566 punktów. Wśród dziesięciu najskuteczniejszych zawodników drużyny, aż pięciu to Kanadyjczycy; ponadto znajduje się również dwóch Amerykanów, Czech, Fin i Szwajcar.
POZ=Pozycja, M=Mecze, B=Bramki, A=Asysty, PKT=Punkty, P/M=Średnia liczba punktów na mecz
| Zawodnik       | POZ   | M   | G   | A   | PKT | P/M |
| David Legwand  | C     | 956 | 210 | 356 | 566 | .59 |
| Martin Erat    | LW    | 723 | 163 | 318 | 481 | .67 |
| Shea Weber     | D     | 763 | 166 | 277 | 443 | .58 |
| Kimmo Timonen  | D     | 573 | 79  | 222 | 301 | .53 |
| J.P. Dumont    | LW/RW | 388 | 93  | 174 | 267 | .69 |
| Steve Sullivan | LW    | 317 | 100 | 163 | 263 | .83 |
| Scott Walker   | RW    | 410 | 96  | 151 | 247 | .60 |
| Roman Josi*    | D     | 406 | 64  | 175 | 239 | .59 |
| Greg Johnson   | C     | 502 | 93  | 145 | 238 | .47 |
| Ryan Suter     | D     | 542 | 38  | 200 | 238 | .44 |

*Zawodnik nadal grający w Predators

### Zastrzeżone numery
Drużyna Nashville Predators nie zastrzegła jak na razie żadnego z numerów na koszulce. Nikt z nowych hokeistów nie może jednak grać z numerem 99 – podobnie jak w każdym innym klubie NHL.

### Aktualny skład
Stan na 23 maja 2017 roku
| Bramkarze | Bramkarze | Bramkarze     | Bramkarze | Bramkarze | Bramkarze          |
| --------- | --------- | ------------- | --------- | --------- | ------------------ |
| #         |           | Zawodnik      | Chwyta    | Nabyty    | Miejsce urodzenia  |
| 35        | Finlandia | Pekka Rinne   | L         | 2004      | Kempele, Finlandia |
| 39        | Czechy    | Marek Mazanec | P         | 2010      | Písek, Czechy      |
| 74        | Finlandia | Juuse Saros   | L         | 2013      | Forssa, Finlandia  |

| Obrońcy | Obrońcy           | Obrońcy         | Obrońcy | Obrońcy | Obrońcy                      |
| ------- | ----------------- | --------------- | ------- | ------- | ---------------------------- |
| #       |                   | Zawodnik        | Strzela | Nabyty  | Miejsce urodzenia            |
| 2       | Stany Zjednoczone | Anthony Bitetto | L       | 2015    | Island Park, Nowy Jork       |
| 4       | Kanada            | Ryan Ellis – A  | P       | 2009    | Hamilton, Ontario            |
| 7       | Szwajcaria        | Yannick Weber   | P       | 2016    | Morges, Szwajcaria           |
| 14      | Szwecja           | Mattias Ekholm  | L       | 2009    | Borlänge, Szwecja            |
| 52      | Kanada            | Matt Irwin      | L       | 2016    | Victoria, Kolumbia Brytyjska |
| 59      | Szwajcaria        | Roman Josi – A  | L       | 2010    | Berno, Szwajcaria            |
| 76      | Kanada            | P.K. Subban     | P       | 2016    | Toronto, Ontario             |

| Środkowi | Środkowi | Środkowi           | Środkowi | Środkowi | Środkowi                            |
| -------- | -------- | ------------------ | -------- | -------- | ----------------------------------- |
| #        |          | Zawodnik           | Strzela  | Nabyty   | Miejsce urodzenia                   |
| 10       | Kanada   | Colton Sissons     | P        | 2012     | North Vancouver, Kolumbia Brytyjska |
| 12       | Kanada   | Mike Fisher – C    | P        | 2011     | Peterborough, Ontario               |
| 16       | Kanada   | Cody Bass          | P        | 2015     | Owen Sound, Ontario                 |
| 19       | Szwecja  | Calle Järnkrok     | P        | 2010     | Gävle, Szwecja                      |
| 32       | Kanada   | Frederick Gaudreau | P        | 2016     | Bromont, Quebec                     |
| 83       | Kanada   | Vernon Fiddler     | L        | 2017     | Edmonton, Alberta                   |
| 92       | Kanada   | Ryan Johansen      | P        | 2016     | Vancouver, Kolumbia Brytyjska       |

| Lewoskrzydłowi | Lewoskrzydłowi    | Lewoskrzydłowi    | Lewoskrzydłowi | Lewoskrzydłowi | Lewoskrzydłowi           |
| -------------- | ----------------- | ----------------- | -------------- | -------------- | ------------------------ |
| #              |                   | Zawodnik          | Strzela        | Nabyty         | Miejsce urodzenia        |
| 9              | Szwecja           | Filip Forsberg    | P              | 2013           | Östervåla, Szwecja       |
| 26             | Kanada            | Harry Zolnierczyk | L              | 2016           | Toronto, Ontario         |
| 33             | Stany Zjednoczone | Colin Wilson      | L              | 2008           | Greenwich, Connecticut   |
| 38             | Szwecja           | Viktor Arvidsson  | P              | 2014           | Skellefteå, Szwecja      |
| 46             | Szwecja           | Pontus Aberg      | P              | 2012           | Sztokholm, Szwecja       |
| 51             | Kanada            | Austin Watson     | P              | 2012           | Ann Arbor, Michigan      |
| 55             | Kanada            | Cody McLeod       | L              | 2017           | Binscarth, Manitoba      |
| 56             | Szwajcaria        | Kevin Fiala       | P              | 2014           | Sankt Gallen, Szwajcaria |

| Prawoskrzydłowi | Prawoskrzydłowi   | Prawoskrzydłowi            | Prawoskrzydłowi | Prawoskrzydłowi | Prawoskrzydłowi    |
| --------------- | ----------------- | -------------------------- | --------------- | --------------- | ------------------ |
| #               |                   | Zawodnik                   | Strzela         | Nabyty          | Miejsce urodzenia  |
| 11              | Kanada            | Pierre-Alexandre Parenteau | P               | 2017            | Hull, Quebec       |
| 15              | Stany Zjednoczone | Craig Smith                | P               | 2009            | Madison, Wisconsin |
| 18              | Kanada            | James Neal – A             | L               | 2014            | Whitby, Ontario    |
| 20              | Finlandia         | Miikka Salomäki            | L               | 2013            | Raahe, Finlandia   |